# Вірґіліус Буловас
Вірґіліус Буловас (лит. Virgilijus Bulovas; 6 листопада 1939, Каунас — 19 лютого 2024 там же) — литовський інженер, політик, дипломат, міністр внутрішніх справ у 1996 та 2003—2004.

## Життєпис
У 1960 закінчив електротехнічний факультет Каунаського політехнічного інституту.
У 1975—1976 — стажувався в Пенсильванському та Каліфорнійському університетах.
У 1993 Литовська наукова рада визнала його доктором технічних наук.
Після закінчення навчання залишився працювати у своєму університеті науковцем і викладачем.
У 1960—1975 обіймав посаду асистента, старшого викладача та заступника декана факультету автоматики та обчислювальної техніки.
З 1976 працював доцентом.
У 1988—1992 — деканом відділення підвищення кваліфікації.
У 1992 обраний депутатом Сейму Литовської Республіки від Соціал-демократичної партії Литви.
У 1993 очолив делегацію Литовської Республіки для переговорів з Російською федерацією, а в 1994—1995 очолив робочу групу з переговорів з країнами Співдружності Незалежних Держав.
У 1993 призначений надзвичайним і повноважним послом.
23 лютого 1996 призначений міністром внутрішніх справ. Обіймав цю посаду до 4 грудня 1996.
10 лютого 1997 — радник міністра закордонних справ.
У 1997—2001 — посол Литовської Республіки в Казахстані.
У 2001 повернувся на роботу в Міністерство внутрішніх справ, обійнявши посаду заступника міністра.
З травня 2002 по травень 2003 — секретар міністерства, а 12 травня 2003 призначений на посаду міністра внутрішніх справ, яку обіймав до 14 грудня 2004.
Пізніше обіймав посаду заступника міністра, а потім радника міністра внутрішніх справ.